# Вокализм
Вокали́зм (от лат. vocalis «гласный звук»; также система гласных) — одна из основных фонетических систем, которая представляет состав и особенности функционирования гласных фонем в говоре, диалекте, языке, группе языков. Описание вокализма конкретного языка (или диалекта) включает количество гласных фонем, возможности их вариативности, закономерности их изменения в разных фонетических позициях в слове, функциональную нагрузку в речи. Описание вокализма может представлять как определённый момент состояния системы гласных (например, вокализм современного языка), так и историческое развитие системы гласных в определённый период.

## Состав

### Количество фонем
В языках мира может встречаться различное количество гласных фонем, но практически во всех из них обязательно присутствуют гласные верхнего подъёма i, u и гласный нижнего подъёма a. Широко распространена вокалическая система, в которой наряду с i, u, a представлены гласные среднего подъёма e и o. Такая система характерна, например, для русского языка (согласно точке зрения, которой придерживался Л. В. Щерба, и которая разделяется представителями Ленинградской фонологической школы, для русского языка характерна шестифонемная система гласных, в которую дополнительно включается фонема ɨ, или ы).
| Подъём | Ряд               | Ряд               | Ряд             |
| Подъём | Передний          | Средний           | Задний          |
| Подъём | нелабиализованные | нелабиализованные | лабиализованные |
| --- | ----------------- | ----------------- | --------------- |
| Верхний | i / и             | (ɨ / ы)           | u / у           |
| Средний | e / е             |                   | ɔ / о           |
| Нижний |                   | a / а             |                 |
| Треугольная система вокализма русского языка (слева в парах обозначения фонем знаками алфавита МФА, справа — буквами кириллицы) |                   |                   |                 |

В языках со слабо развитой системой вокализма может отмечаться до 2—3 гласных фонем, как, например, в абхазо-адыгских языках: a — ə — (ä) или а — ы — (э). Двухфонемная система (a — ə) отмечается в абхазском, абазинском и убыхском языках, трёхфонемная (a — ə — ä) — в адыгейском и кабардино-черкесском. Система из трёх гласных i — u — a типична для австралийских языков.
В языках с развитой системой вокализма состав гласных фонем расширяется за счёт различения гласных по наличию или отсутствию лабиализации в одном ряду, за счёт различения фонологической долготы и краткости гласных, а также за счёт противопоставления монофтонгов и дифтонгов.
Расширение набора гласных за счёт различения лабиализованных и нелабиализованных гласных, отмечается, например, в германских языках, имеющих большое число гласных. Так, в немецком языке, в котором выделяется до 16 гласных фонем, для переднего ряда вокалической системы характерно противопоставление гласных i: и y:, ɪ и ʏ, e: и ø:, ɛ и œ. Гласные переднего ряда противопоставляются в датском языке. Оппозиция гласных переднего ряда по лабиализации и её отсутствию характерна и для других языков мира, например, для уйгурского.
В чешском языке, для которого долгота гласных является смыслоразличительной, насчитывают 10 гласных фонем, различающихся по долготе и краткости: ɪ, iː, u и uː, ɛ и ɛː, o и oː, a и aː. В словацком языке, насчитывающем 15 гласных, оппозиция кратких и долгих гласных дополняется наличием дифтонгов i̯a, i̯e, i̯u, u̯o.

Гласные французского языка

Вокалический инвентарь может быть расширен также за счёт включения в систему вокализма назализованных гласных, как, например, во французском языке; за счёт придыхательной (шёпотной) фонации, как, например, в нилотском языке покот, а также за счёт других признаков.

### Изменения состава фонем

Гласные польского языка

Исторически состав гласных может изменяться, что связано с происходящими в языках процессами фонологизации и дефонологизации. Значительное упрощение системы гласных пережил русский язык: в древнерусском языке насчитывалось 11 гласных фонем, из которых в современном русском литературном языке сохранилось только 5: в середине X века носовые гласные ɛ̃ и ɔ̃ (обозначаемые на письме юсами ѧ и ѫ) перешли в u и ä (позднее — в a), совпав таким образом с неназализованными гласными; в середине XII — начале XIII века произошло падение редуцированных — сверхкраткие гласные ъ и ь были утрачены в слабой позиции и перешли в сильной в гласные полного образования ɔ и e; в этот же период фонема ɨ (ы) функционально совпала с i и в результате изменений в акцентной системе появилась фонема o (традиционно обозначаемая как ô) на месте o под бывшей восходящей интонацией, которая в дальнейшем совпала с ɔ (из ъ и из o под бывшей нисходящей интонацией), сохранившись лишь в некоторых говорах; фонема переднего ряда верхне-среднего подъема, обозначаемая как ě (на письме как ѣ), совпала с гласной e (по говорам также — с i, либо сохранилась как самостоятельная фонема ê). Таким образом, в русском литературном языке сохранилось 5 гласных фонем (i, u, e, ɔ, a), по говорам — 5, 6 (c ê дополнительно) или 7 (c ê и ô дополнительно). В польском языке сохранявшееся до первой половины XV века противопоставление долгих и кратких гласных (a — a:, o — o:, e — e:, i — i:, u — u:, ã — ã:) сменилось в части вокалической системы оппозицией «чистых» и суженных гласных. К концу XVIII века произношение «суженных» гласных совпало с произношением «чистых» и система польского вокализма сократилась до 6 фонем, представленных и в современном языке: i, (y), u, ɛ, ɔ, a (одна из графем, когда-то обозначавшая суженную фонему — ó, используется в польской графике в настоящее время). Также различение гласных по долготе и краткости было утрачено в латинском языке. Противопоставление гласных по долготе было сопряжено в латинской вокалической системе с противопоставлением по подъёму: долгие гласные были закрытыми — выше по подъёму, а краткие — открытыми — ниже по подъёму. Закрепление долготы за ударным открытым слогом в народной латыни привело к тому, что противопоставление по долготе и краткости дефонологизировалось: долгие гласные стали закрытыми, а краткие — открытыми. Смежные по ряду фонемы при этом совпали друг с другом, а дифтонги монофтонгизировались. В дальнейшем противопоставление по долготе и краткости повторно сформировалось в развившихся из латинских говоров фриульском языке и некоторых северноитальянских диалектах. Для остальных современных романских языков это противопоставление остаётся фонологически незначимым.

## Внутренняя организация
В каждом языке гласные фонемы организованы в свою собственную систему, для которой характерны свои закономерности изменения или сохранения гласных в тех или иных позициях, связанных с фонетическим окружением или с местом в пределах слова. Внутренняя организация гласных подчиняется действию фонетических законов. К таким законам относятся чередование (аблаут ī — o в немецком языке: ver-lier-en «терять» / ver-lor-en «потерянный»), сингармонизм (изменение показателя аллатива в венгерском языке в зависимости от гласного корня: передняя гласная в корне — аффикс -hoz, задняя — -hez, лабиализованная — -höz, нелабиализованная — -hez) и другие.
При схожести состава вокализма в разных языках внутренняя организация системы гласных у них может иметь значительные различия. Так, при близком наборе гласных в русском и украинском языках, их внутренние системные отношения во многом различаются: в русском гласные связаны, например, регулярными чередованиями a — o и e — i, которых нет в украинском. Напротив, в украинском отмечается чередование i — o, которое нехарактерно для русского языка. В русском гласные o и e не употребляются под ударением — в украинском языке ударная позиция у этих гласных возможна. Вместе с тем для обоих языков характерно, например, историческое чередование e — ø (беглость гласных): день — дня.

## Вариативность

Фонемы (обозначены чёрным) и их аллофоны (обозначены красным) в системе гласных русского языка

Фонетическая вариативность гласных фонем зависит от их количества в вокалической системе языка и от характеристик консонантной системы языка, которые влияют на произношение гласных. Чем меньше гласных фонем в языке, тем больше у них отмечается аллофонов. При расширении фонемного инвентаря гласных их фонетическая вариативность ограничивается. На возможности фонетической вариативности влияет также количество согласных. Например, причиной уменьшения вариативности гласных может являться отсутствие в консонантной системе того или иного языка мягких согласных.
Также фонетическая вариативность связана с особенностями артикуляционной базы языка. Например, в русском языке сочетаемость гласных заднего ряда с мягкими согласными становится причиной возникновения дифтонгоидных позиционных вариантов этих гласных: в слове «сядь» [s’æt’] фонема a между мягкими согласными представлена дифтонгоидом, начинающимся и заканчивающимся i-образным элементом. Также причиной вариативности в русском языке является качественная редукция безударных гласных. Длительность артикуляции безударных гласных в сравнении с артикуляцией ударных гласных значительно сокращена, из-за чего при произношении безударных гласных артикуляционные органы не успевают достигнуть нужного положения, характерного для произношения ударных гласных. Следствием этого является изменение артикуляторно-акустических свойств гласных в безударной позиции — они сдвигаются по ряду и по подъёму (например, аллофон i в безударном положении сдвигается в сторону среднего ряда и вниз по подъёму). Отмечаемая в русском языке вялость артикуляции гласных может приводить среди прочего к сильной назализации, распространяющейся почти на всю длительность гласного, следующего за носовым согласным: [mãk] «мак», [nõ] «но».

## Функциональная нагрузка
Одной из важнейших характеристик системы гласных является их функциональная нагрузка в речи. Она может меняться в зависимости от соотношения состава гласных и согласных фонем в языке — если число гласных фонем значительно меньше числа согласных, то информативная нагрузка на гласные будет низкой, и, наоборот, с увеличением числа гласных в фонологической системе языка информативная нагрузка на них будет расти. Также функциональная нагрузка меняется в зависимости от фонетической структуры слова — например, в языках, у которых структура слова подчинена гармонии гласных, функциональная нагрузка максимальна для гласной, которая определяет качество остальных гласных в слове.
Функциональная нагрузка непосредственно связана с частотностью той или иной гласной в речи. Кроме того, одной из значимых функций гласных является функция различения минимальных пар в языке — функциональная нагрузка соотносится с количеством таких пар, в которых гласная фонема является единственным средством их различения. Также функциональная нагрузка гласных фонем зависит от их роли и степени участия в образовании грамматических единиц.